# Carere debet omni vitio qui in alterum dicere paratus est
Carere debet omni vitio qui in alterum dicere paratus est è un motto in lingua latina traducibile con: Deve essere privo di ogni vizio chi si appresta a criticare un altro.
La frase è contenuta in un'orazione contro Sallustio attribuita a Marco Tullio Cicerone.
È inscritta alla base dell'Uomo di pietra, scultura romana posta a Milano e indicata anche con i nomi dialettali Scior Carera (da Carere, prima parola dell'iscrizione) e Omm de preja.
La morale della frase è semplice e anticipa il detto biblico del Chi è senza peccato scagli la prima pietra; poiché: affinché si possa criticare il prossimo occorrerebbe essere prima privi di ogni tipo di difetto.